# 马提尼翁府
马提尼翁府（法語：Hôtel Matignon）是法国总理的官邸，位于巴黎第七区瓦雷讷街（rue de Varenne）57号。

## 历史
1649年，路易十四规划兴建荣军院时，决定恢复瓦雷讷街，将巴黎西端的圣日耳曼德佩区和选为新建筑工地的沼泽地连接起来。此后，这片接近凡尔赛宫廷的“贵族郊区”开始不可抗拒地发展起来。
马提尼翁府的花园被认为是巴黎最大的非公共花园。